# Números de teléfono en Ecuador
El código internacional de Ecuador es 593 y los dígitos que siguen a continuación de este son 8 para fijos y 9 para móviles. Un dígito para el código de área y siete dígitos del número del abonado en el caso de números fijos y 9 dígitos para telefonía móvil. Cuando se marca localmente, se debe anteponer el "0" más el prefijo de la región para llamadas regionales, y para todas las llamadas hacia y desde números móviles. Las redes telefónicas en Ecuador son reguladas por la Agencia de Regulación de las Telecomunicaciones, Arcotel.

## Telefonía fija
- Compañías privadas, pero de capital público: (estatales)
  - Corporación Nacional de Telecomunicaciones Empresa Pública (estatal). Empresa fundada en 2008 tras la fusión de Pacifictel S.A., Andinatel S.A., y Telecsa S.A. (Alegro) que eran de capital público-privado, pasando a ser una entidad totalmente estatal.
  - ETAPA, Empresa Municipal Pública de Telecomunicaciones, Agua Potable, Alcantarillado y Saneamiento de Cuenca.

## Jurisdicciones

### Operadoras de telefonía fija
Antes de 1997, año en que se le dio la concesión a las empresas Pacifictel y Andinatel, la telefonía fija era manejada por una sola entidad llamada Emetel (excepto la ciudad de Cuenca), Empresa Estatal de Telecomunicaciones del Ecuador (Ietel, Instituto Ecuatoriano de Telecomunicaciones antes de 1992), que dividía al país en jurisdicciones administrativas: Regiones 1, 2 y 3. R1 pasó a manos de Andinatel, R2 a Pacifictel y R3 ya venía desde antes administrada por ETAPA; a finales de 2008 se produjo la fusión entre Andinatel y Pacifictel dando origen a la Corporación Nacional de Telecomunicaciones (CNT).

#### CNT (anteriormente Pacifictel)
Pacifictel operaba en la mayoría de las provincias de la costa ecuatoriana y el Sur del país:
- Manabí
- Galápagos
- Los Ríos
- Guayas
- Santa Elena
- El Oro
- Cañar
- Azuay (excepto Cuenca)
- Loja
- Morona Santiago
- Zamora Chinchipe

Cuenta con 85 centrales telefónicas, brindando una capacidad hasta de 844,073 líneas de las cuales están activas 716,260. En ciertas zonas rurales mantiene equipos obsoletos analógicos, incluso que no permiten parcado por tonos DTMF, el 0.72% de sus líneas.

#### CNT (anteriormente Andinatel)
Andinatel tenía concesión en la mayoría de las provincias de la sierra ecuatoriana y las provincias del Norte:
- Esmeraldas
- Imbabura
- Carchi
- Sucumbíos
- Pichincha
- Santo Domingo de los Tsáchilas
- Orellana
- Napo
- Cotopaxi
- Tungurahua
- Chimborazo
- Bolívar
- Pastaza

#### ETAPA
ETAPA es una empresa municipal que brinda únicamente servicios a la ciudad de Cuenca. En agosto de 2007 tenía 3 centrales telefónicas con capacidad para 110,176 líneas de las cuales estaban en uso 105,807.

#### Linkotel
Linkotel nace en 2003, primera empresa que entra a competir con los gigante monopolio de Pacifictel. Cuenta con 8 centrales telefónicas y con capacidad para 12.016, de las cuales están en uso 3.511. (Estadísticas de agosto de 2007) Tiene jurisdicción sobre Guayas y la ciudad de Manta en la provincia de Manabí, aunque no se conoce la comercialización de servicios en esta última.
Tienen una porción minoritaria del mercado. Su tecnología suele ser VoIP por medio de internet, no teniendo un canal dedicado para establecer las llamadas y siendo su servicio un poco inestable. En Guayas, sus números suelen comenzar con 39 y cinco dígitos adicionales

#### Setel
Setel tiene jurisdicción sobre todo el territorio nacional. Su tecnología es de VoIP (voz sobre IP) con redes de fibra óptica y cable coaxial como medio de transmisión, misma red por la cual se transmiten además los datos de los servicios de Internet y televisión por cable, ambos también del Grupo TV Cable. Este condición les permite mayor flexibilidad en cuanto a instalación y facilidades al cliente como transportarse donde quiera en la ciudad con su mismo número, además de contar con solo una central telefónica por región. Actualmente tiene 2 centrales, una en Quito con capacidad de 9,000 (solo 4,515 en uso), y otra en Guayaquil con capacidad para 14,000 (5,886 en uso). Sus números generalmente comienzan con 6 más seis dígitos adicionales.

#### Claro
Claro, tiene jurisdicción en Guayas y Pichincha. Sus números regularmente comienzan con 5 más seis dígitos adicionales. Trabajan con tecnología de voz sobre IP con redes HFC y módems para entregar servicio. En planes corporativos manejan troncales E1 o SIP por enlaces dedicados de fibra óptica. Anteriormente la marca que comercializaba era Telmex, pero se unió en 2011 a la marca Claro por ser parte del grupo América Móvil. Antes de su adquisición por el grupo mexicano, se comercializaba como Ecutel.

#### Etapatelecom
Etapatelecom es de ámbito nacional actualmente ofrece servicios en Pichincha, Guayas, Manabí, El Oro, Azuay y Cañar con una central de última generación con capacidades SIP y POTS. A mayo de 2009 cuenta con aproximadamente con 2400 clientes. Fue creada por ETAPA para ofrecer servicios en las periferias de Cuenca al no tener jurisdicción fuera de esta. Es además de compañía telefónica, el principal ISP de Cuenca, centrándose más a los servicios de Internet.

### Operadores de telefonía móvil
Todas las operadoras móviles cuentan con cobertura en gran parte del territorio ecuatoriano, incluyendo las Islas Galápagos. Fuera del país aplican servicios de roaming internacional provisto por terceros.

## Prefijos telefónicos
Los prefijos o códigos de área son de una cifra, y se clasifican como sigue:
- 1: Sin uso.
- 2: Pichincha, Santo Domingo de los Tsáchilas.
- 3: Bolívar, Chimborazo, Cotopaxi, Pastaza, Tungurahua.
- 4: Guayas, Santa Elena.
- 5: Galápagos, Los Ríos, Manabí.[1]
- 6: Esmeraldas, Imbabura, Carchi, Napo, Orellana, Sucumbíos.
- 7: Azuay, Cañar, El Oro, Loja, Morona Santiago[2] y Zamora Chinchipe.
- 8: Reserva.
- 9: Telefonía celular.

## Plan de numeración
En Ecuador, se siguen distintos pasos para realizar llamadas desde un teléfono fijo o un celular, o bien, para distintos destinos: nacional, local, internacional.
La estructura de un número telefónico de Ecuador se ilustra con el siguiente ejemplo:
```
+593 4 3731700
```

+593 es el código internacional de Ecuador, 4 el código de área, y 3731700 el teléfono que en este caso en concreto es el número oficinas administrativas de CNT, en Guayaquil.

### Llamando a un número fijo
Para las llamadas dentro del mismo código de área se marcarán los 7 dígitos del número, mientras que para llamar a otros códigos de área deberá marcarse el dígito 0 seguido del código de área, seguido de los 7 dígitos del número:
```
+593 4 3731700
   desde el exterior hacia Guayaquil

04 3731700
       desde otro código de área a Guayaquil (llamada regional)

3731700
          desde Guayas o Santa Elena (llamada local)
```

Sin embargo, una gran cantidad de líneas permite el marcado con código de área incluido a pesar de estar en las mismas.
Por ejemplo, si se quiere llamar a un número en Puerto Baquerizo Moreno, Galápagos, cuyo número completo es +593 5 2520890, se deberá marcar de distintas zonas, distintos números:
```
Desde otro teléfono de 
Puerto Baquerizo Moreno
:  2520890                       *no se antepone código de área porque es una llamada local.
Desde 
Babahoyo
, Los Ríos:                        2520890                       *no se antepone código de área porque Los Ríos también utiliza 05.
Desde 
Cuenca
, Azuay:                          05 2520890                       *se antepone código de área porque la llamada es originada desde área 07.
Desde un teléfono 
móvil
:                      05 2520890 o +593 5 2520890      *se antepone código de área porque desde celulares siempre se lo debe marcar.
Desde el extranjero:                      +593 5 2520890                       *se antepone código de área sin el dígito de acceso 0.
```

### Llamando a un teléfono móvil
Desde el 30 de septiembre de 2012, los números celulares en el Ecuador tienen un dígito más. Este nuevo dígito es un número “9” que se debe añadir después del “0” para todas las llamadas. En septiembre de 2001 también habían sufrido la inclusión de un 9 al inicio. Los números 0999xxxxxx son los más antiguos que han sido migrados al nuevo formato con la cantidad actual de dígitos.
```
Desde 
otro teléfono celular
, cualquier operadora:   09 69696969
Desde cualquier 
teléfono fijo
:                      09 69696969
Desde el 
extranjero
:                            +593 9 69696969
```

### Llamando al extranjero
A lo largo del artículo se ha usado el símbolo más (+) para denotar que se está ante un número en formato internacional, remplazándose por el respectivo código de acceso internacional de cada país, o marcándolo directamente desde cualquier teléfono móvil GSM.
En Ecuador, para realizar llamadas al extranjero se antepone 00, aunque desde los terminales GSM está habilitada la opción de marcar con el símbolo +. Entonces, el + en Ecuador es equivalente a 00 al igual que en la mayoría de países de Latinoamérica y Europa, mientras que en Estados Unidos, es 011.
Para llamar a un número telefónico Miami:
```
  
+
1 786 2288119

00
 1 786 2288119
```

Para llamar a un número telefónico España:
```
  
+
34 636 160732

00
 34 636 160732
```

Existe la posibilidad de llamar a través de una operadora local que monitoreará la llamada hasta su conexión final. Esto solo está disponible para Pacifictel y Andinatel marcando el número 116 y dictando a la operadora el número de destino.
También hay como realizar llamadas con cobro revertido (collect). Los números de acceso por lo general son gratuitos y comienzan con 999xxx o 1800xxxxxx y también está el número corto 118 de Pacifictel.

### Cambios en 2001 y 2003
El 2 de septiembre de 2001 se hizo efectiva la primera fase del Plan Técnico Fundamental de Numeración, que consistió en agregar un 2 delante de los números de teléfono de Guayas (4) y Pichincha (2), y para los celulares (9) un 9. El 28 de septiembre de 2003 se completó la segunda fase y el resto de áreas del sufrió la misma modificación.
Previo al cambio, un número de Quito era así:
```
Acceso local
:                      895741

Acceso desde otra área
:         02 895741

Acceso desde el extranjero
: +593 2 895741
```

Tras el cambio:
```
Acceso local
:                      2895741

Acceso desde otra área
:         02 2895741

Acceso desde el extranjero
: +593 2 2895741
```

Y así, un teléfono celular pasó de ser:
```
    09 422000 a 09 
9
422000
+593 9 422000 a       +593 9 
9
422000
```

De esta forma los números de teléfono de Ecuador pasaron a ser de 6 a 7 cifras para ampliar la capacidad de numeración nacional que ya estaba saturada, en especial los teléfonos celulares que ha tenido un crecimiento a ritmo exponencial.
Entre 2001 y 2003, el resto de números telefónicos del país mantuvo su numeración sin cambios.
Quince años más tarde desde el cambio de 2001, muchos usuarios indican su número de teléfono con solamente 6 dígitos, dando por entendido que se le debe agregar el 2 delante. Además, porque números pares son más fáciles de recordar separados por pares que los nuevos con 7 dígitos. Esto ocasiona confusiones, pues números posteriores al cambio, que comienzan con dígitos diferentes de 2, se le agrega erróneamente el 2 creando un número de 8 dígitos inexistente.

### Cambio en el 2012
El 30 de septiembre de 2012, debido a la implementación de un nuevo sistema para cubrir el incremento de la demanda, los números de teléfonos móvil pasaron de tener 9 cifras a 10 cifras contando si se cuenta el dígito de prefijo 0. Se aumentó el dígito 9 después del 0 inicial.
Así, un teléfono celular pasó de ser:
```
     09 5632074 a 09 
9
5632074
 +593 9 5632074 a        +593 9 
9
5632074
```

### Confusiones
Tras los cambios de 2001 y 2003 en el sistema de numeración, se produjeron una serie de confusiones que llevó a mucha gente a tener un concepto errado sobre la estructura de la numeración. Tras la inclusión del 2 o el 9, la gente ha asociado muchas veces tales dígitos al código de área: (042) 382808 o (022) 895741 o (099) 422000.
Esta asociación errada tiene su origen en las facilidades para memorizar los 6 dígitos antiguos y finalmente agregar el dígito adicional. En octubre de 2001 ya aparecían números de teléfonos celulares cuyos 7 dígitos recién estrenados un mes atrás, no comenzaban con 9, sino con 7, 8, 4, y así se fue poblando el código de área 09. Uno estos novedosos números en aparecer fueron los que comenzaban parecidos al siguiente: 09 7004967 de Porta o 09 8057368 de Bellsouth, y ante la costumbre de dar los 6 dígitos como se venía haciendo meses atrás, se tuvo que destacar y hacer énfasis que no se trataba de un 099 como los demás, sino un 097 o 098, entonces erróneamente se veían anotados los números anteriores, de la siguiente forma:
```
(097)004967 en vez de (09)7004967
 098 852444 en vez de 09 8852444
```

Y así con la telefonía fija, cuando en Quito aparecieron teléfonos del Norte que comenzaban con 3. Esto generó más confusión todavía, al estar mal acostumbrados a dar únicamente los 6 últimos dígitos, y cuando se les daba el número completo de 7, ante la costumbre de ver que todos comenzaban con 2, creían encontrarse con un error, o hasta le ponían otro 2 delante, resultando un número de 8 cifras evidentemente erróneo. Además había gente que pensaba que se encontraban ante un número de otra ciudad.
Sin embargo Andinatel llevó a cabo una campaña en los medios de comunicación nacionales hasta llegar a contratar cuñas en las principales emisoras de televisión, mientras que Pacifictel tan solo envió un aviso en la factura previo al cambio y colocó carteles informativos en las oficinas de atención al cliente, para hacerle recordar a la ciudadanía que los números de Ecuador tienen 7 dígitos y que ya no todos comienzan con 2.
Ambas compañías dejaron una locución explicando el cambio tras cada llamada que comenzase sin el 2 delante. Pero tras un año fue removida, pues ya entrarían en uso las nuevas series. Algunas variaban por zonas, y recordaban a los usuarios de la siguiente forma: "Recuerde que el dos ya está entre nosotros. Para llamar a Guayas o Pichincha marque 2 y el número de 6 dígitos; si llama desde otra provincia, marque el código de área, 2 y el número de 6 dígitos."
El número 2 delante de cada número sigue siendo, hasta la fecha, considerada como un prefijo para marcar, como cuando se marca 9 para hacer una llamada externa en una centralita. Aunque poco a poco los usuarios comprenden que no se trata de un prefijo. Actualmente en Guayaquil asocian los números comenzados por 2 a Pacifictel, 3 a Linkotel, 5 a Telmex y 6 a Setel; si bien esto es una generalización, no es una norma, pues existen números de Pacifictel con código de área 4 y comenzados por 3, en el caso de sus líneas inalámbricas lanzadas en 2007.
Un caso notorio fue en vía a Samborondón, cuando además de existir la serie (04)283xxxx, se abrió (04)209xxxx. Ante la costumbre de tener en números que comenzaban con 2, de igual forma se tendían a obviarlos al momento de marcar, u omitirlos al momento de darlos a conocer verbalmente o en un papel. Un número podía ser entonces: (04) 2097290 ante el cual la gente, al llamar desde Guayaquil, no se necesita anteponer el 04, y al dar por hecho el 2, se encontraban mentalmente con 097290 resultando algo parecido a un teléfono celular y generando dudas y confusiones. Lo mismo con las series de los centros comerciales San Marino y Mall del Sur con las series (04)2083xxx y 2085xxx respectivamente o Posorja (04)2066xxx que misteriosamente cambió todos sus números desde la serie 2764 a la nueva 2066.
Sin embargo con el tiempo se han perdido las malas costumbres con la llegada de nuevas series telefónicas: Setel trabaja con la serie 6xxxxxx tanto para los códigos de área 4 y 2. En Guayas, además de Setel, Linkotel con el 3xxxxxx y Telmex con el 5xxxxxx. En Santo Domingo de los Colorados Andinatel tiene números con la serie 4xxxxxx, pero todavía se pueden encontrar anuncios formales que asocian los números de la siguiente forma: (046)000550 siendo la correcta (04)6000550.

### Cambios en la numeración móvil en 2012
En julio de 2012, el Consejo Nacional de Telecomunicaciones anunció que a partir del 30 de septiembre del mismo año, los números móviles del país adoptarían un nuevo dígito en su numeración; esto debido a la saturación en la numeración móvil del país, que actualmente cuenta con alrededor de 15 millones de líneas activas, es decir un número mayor a la población total del país.
Al igual que ocurrió en 2001, el nuevo dígito será un nueve (9), agregado después del número cero (0) que todo teléfono móvil posee en la actualidad.
Meses antes de este cambio, tras el agotamiento de recursos numéricos, la entidad de control autorizó temporalmente la utilización de códigos de área de telefonía fija para asignar a líneas de telefonía celular. Ejemplos: 069xxxxxx, 039xxxxxx, 079xxxxxx. Estos números rompían con el formato, causaban facturación errónea en ciertas centrales telefónicas y conllevaban a cierta confusión. Tras el cambio de 2012 esto se normalizó pues pasaron a ser 0969xxxxxx, 0939xxxxxx y 0979xxxxxx respectivamente.

## Números especiales
A continuación, una lista de los prefijos y números especiales que son para uso dentro de la red ecuatoriana, sin ningún formato internacional para acceder a ellos:
- Números de tarificación especial ofrecidos a empresas, servicio ofrecido desde 1999. Pueden ser accedidos desde Pacifictel, Andinatel y desde teléfonos móviles a partir de 2006:
  - 1700 xxxxxx: Son de pago compartido o números de acceso universal, es decir, un mismo número para varios destinos físicos.[3]
  - 1800 xxxxxx: Son números de cobro revertido, totalmente gratuitos para el que llama, siendo el que la recibe quien paga por cada llamada entrante. Puede ser configurado por horas, zonas, ciudades o regiones, teniendo la posibilidad de desviar la llamada la oficina más cercana respecto a la central de origen de la llamada. Desde los teléfonos móviles no son gratuitos, sin embargo al operador entrante también se le cobra la misma llamada simultáneamente. Se puede llamar a estos números incluso con teléfonos cortados por falta de pago y algunos teléfonos públicos.
  - 1900 xxxx: Son números premium de tarifas. Son números con consultas de astrología, servicios sexuales, información, entre otros. Las llamadas a estos servicios generalmente tienen cobro alto.

- Números de emergencia:
  - 101: Policía Nacional (desde 2015 redirige a 911)
  - 102: Cuerpo de Bomberos (desde 2015 redirige a 911)
  - 103: Comisión de Tránsito del Guayas (redirige a 911)
  - 911: Call Center de Emergencias (Sistema ECU 911)

- Otros:Se especifica la región de acceso.
  - 100: Líneas CNT: Servicio al cliente, ventas y soporte técnico. / Líneas TVCable y Claro: Servicio al cliente/ventas/técnico de la operadora.
  - 104: Líneas CNT: Guía telefónica, información de abonados.
  - 140: Nacional: Call Center Instituto de Seguridad Social, para citas médicas.
  - 115: Nacional: Policía Nacional
  - 116: CNT: Servicio por operadora para llamadas internacionales
  - 134: Guayaquil: Reparaciones Interagua
  - 1814: CNT: Código de acceso para Tarjeta Contigo
  - 198: Centrales Alcatel: Ringback

- Servicios especiales:
  - Llamada en espera:
    - Activación: *43#
    - Desactivación: #43#

  - Desvío de llamadas:
    - Activación: *21*[número a desviar]#
    - Desactivación: #21#

  - Existen otros servicios activándolos previamente con la operadora, estos dos ya vienen por defecto.

- Deshabilitados:
  - 105: Nacional: Operadora para llamadas nacionales (deshabilitado desde 2005)
  - 118: CNT: Llamadas Collect a Estados Unidos (deshabilitado)
  - 131: Cruz Roja (deshabilitado desde 2015)
  - 132: CNT: Reparación de líneas telefónicas (deshabilitado, se marca al 100 ahora)